# 케이트 오스틴
캐서린 "케이트" 오스틴(Katherine "Kate" Austen)은 미국 ABC의 드라마 《로스트》의 등장인물로, 에반젤린 릴리(Evangeline Lilly)가 이 역을 맡았다.

## 일대기

### 추락 이전
케이트는 미국 아이오와주에서 태어나 어머니 다이앤과 군인인 아버지 샘 사이에서 자랐다. 부모가 이혼한 후, 어머니 다이앤은 웨인과 재혼하나, 웨인은 알코올 의존자에다가 어머니를 자주 폭행하였다. 어느 날 밤, 케이트는 집에 보험을 들어둔 후, 집을 폭파하여 웨인을 죽이고, 어머니에게 보험 증서를 전해준 후 떠난다. 하지만 케이트는 얼마 되지 않아 어머니의 신고로 연방 보안관 에드워드 마스에게 체포된다. 그러나 케이트를 체포해 가던 중 갑자기 도로에 달려든 말 때문에 사고가 나고, 케이트는 이 틈을 타서 도망간다. 케이트는 얼마 후 샘을 만나게 되고, 웨인이 자신의 친부라는 것을 알게 된다. 케이트는 어머니가 자신을 신고한 이유를 듣기 위해 아이오와로 돌아가던 중 사기꾼 캐시디 필립스를 만나 곤경에 처해있던 그녀를 도와준다. 캐시디의 도움으로 어머니를 만난 케이트는 다이앤이 웨인이 한 짓들에도 불구하고 아직도 그를 사랑한다는 것을 알게 되고, 다이앤은 케이트를 다시 보게 되면 소리를 질러 도움을 요청할 것이라고 경고한다.
마이애미로 도망간 케이트는 그 곳에서 경찰관 케빈을 만나 결혼까지 하게 된다. 얼마 후 케이트는 에드워드 마스에게 전화하여 자신을 더 이상 쫓아다니지 말라고 부탁한다. 그는 케이트가 얌전하게 정착해 산다면 케이트를 더 이상 뒤쫓지 않겠지만, 그렇게 얌전하게 지내지 못 할 것이라는 것을 알고 있다고 말한다. 케빈이 신혼여행 티켓을 구입했다는 것을 알게 된 후, 케이트는 케빈이 마실 차에 약을 탄 후, 케빈에게 자신이 도망자라는 것을 밝히고 떠난다. 얼마 후, 케이트는 다이앤이 암으로 투병중이라는 소식을 듣고 어머니가 입원해 있던 병원에 찾아가고, 의사로 일하고 있던 어릴 적 친구 톰을 만난다. 이들은 테이프와 장난감 비행기 등이 들어 있는 어릴 때 묻어 놓은 타임 캡슐을 꺼낸다. 케이트는 톰의 도움으로 어머니를 만나지만 다이앤이 소리를 질러서 경찰에게 쫓기게 되고, 톰의 차를 타고 도망가게 된다. 톰은 차에서 내리라는 케이트의 말을 무시하고 차에 남는다. 결국 케이트는 차를 향해 총을 쏘는 경찰들을 지나다가 다른 차에 충돌하게 되고, 옆 자리에 앉은 톰이 이미 죽었다는 것을 알게 된다. 케이트는 톰의 장난감 비행기를 차에 남긴 채로 차에서 내려 그 곳을 떠난다.
톰의 장난감 비행기가 뉴멕시코 주의 한 은행 금고에 있다는 것을 알게 된 케이트는 그것을 찾기 위해 다른 강도들과 범죄를 계획하고, 장난감 비행기가 들어있는 금고를 열어 그것만을 가져간다. 오스트레일리아로 도망간 케이트는 어느 집의 축사에서 자던 도중 집주인에게 들키게 된다. 집주인은 케이트에게 같이 농장일을 하는 것을 제안하고, 케이트도 이를 수락한다. 삼 개월 후, 케이트는 밤에 집을 몰래 빠져나가려 하던 중 집주인에게 들키게 되고, 그는 다음 날 아침에 케이트를 기차역까지 데려다주기로 한다. 다음 날 그의 차를 타고 가던 케이트는 에드워드 마스가 그의 차를 뒤쫓고 있다는 것을 알게 된다. 케이트는 집주인이 현상금 때문에 자신을 신고했다는 것을 알게 되고, 운전대를 뺏어 사고를 일으키지만, 집주인을 살리기 위해 그를 차 밖으로 옮기다가 에드워드 마스에게 다시 체포된다.
케이트는 마스와 함께 오세아닉 815편에 탑승한다. 갑자기 비행기가 요동치다가 마스는 머리에 떨어진 화물로 부상을 입고, 케이트는 열쇠를 빼앗아 수갑을 푼 후, 의식을 잃은 마스에게 산소 마스크를 씌운 후에 자신의 산소 마스크를 착용한다.